# Terminierungsentgelt
Unter dem Begriff Terminierungsentgelt (allgemein auch Interconnection-Gebühr oder Interconnect-Entgelt – je nach Fall auch Zuführungsentgelt, Originierungsentgelt, Zusammenschaltungsentgelt oder auch kurz IC-Gebühr oder IC-Entgelt genannt) versteht man den Betrag, den eine Telefongesellschaft bei der Netzzusammenschaltung für die Terminierung (Anrufzustellung, Gesprächsabschluss) eines Telefongesprächs in ein fremdes Netz bzw. für die Entgegennahme eines solchen aus einem fremden Netz zahlen muss.
Das Terminierungsentgelt wird jeweils dann fällig, wenn der Netzbetreiber des Anrufers (A-Teilnehmers) nicht mit dem des Angerufenen (B-Teilnehmers) übereinstimmt.
Ein Zuführungsentgelt wird fällig für die Zuführung des Gesprächs vom A-Teilnehmer in das Netz von Verbindungsnetzbetreibern (Call-by-Call/Preselection-Anbieter; diese zahlen damit sowohl das Zuführungs- als auch das Terminierungsentgelt) sowie zu Sonderrufnummern von Diensteanbietern, die diese selbst bepreisen (Offline-Billing; in Deutschland 0800, 0900, 0137, 0181, 118-Auskunftsdienste, 019-Internet-by-Call).
Auf vielen Märkten müssen sich die Netzbetreiber die Höhe ihrer IC-Gebühren von einer Regulierungsbehörde (beispielsweise in Deutschland der Bundesnetzagentur) genehmigen lassen.
Die Entgelte rechnen die Telekommunikationsunternehmen im Sekundentakt untereinander ab und kalkulieren sie entsprechend in ihre Endkundenpreise ein.
Auch bei Gesprächsübergang in ausländische Netze oder in die Mobilfunknetze fordern deren Betreiber Terminierungsentgelte.
Die IC-Gebühren können dabei je nach Flussrichtung deutlich abweichen, also asymmetrisch ausfallen. Hierdurch lassen sich auch die vergleichsweise hohen Tarife der Festnetz- und Mobilfunknetzbetreiber in fremde Mobilfunknetze erklären, wohingegen Gespräche ins eigene Netz und ins Festnetz von den Anbietern häufig günstiger angeboten werden.

## Entgelte nach Ländern
(alle Angaben netto)
Terminierungsentgelt (auch Interconnection-Gebühr, Interconnect-Entgelt, Zuführungsentgelt, Originierungsentgelt, Zusammenschaltungsentgelt, IC-Gebühr oder IC-Entgelt genannt) bezeichnet den Betrag, den Telekommunikationsunternehmen bei der Netzzusammenschaltung für die Terminierung (Anrufzustellung, Gesprächsabschluss) eines Telefongesprächs in ein fremdes Netz oder für die Entgegennahme eines solchen aus einem fremden Netz zahlen müssen.

## Begriffserklärung
Das Terminierungsentgelt wird fällig, wenn der Netzbetreiber des Anrufers (A-Teilnehmers) nicht mit dem des Angerufenen (B-Teilnehmers) übereinstimmt. Ein Zuführungsentgelt wird für die Zuführung des Gesprächs vom A-Teilnehmer in das Netz von Verbindungsnetzbetreibern (Call-by-Call/Preselection-Anbieter) sowie zu Sonderrufnummern von Diensteanbietern, die diese selbst bepreisen (Offline-Billing; z. B. 0800, 0900, 0137, 0181, 118-Auskunftsdienste, 019-Internet-by-Call), fällig.

## Regulierung und Abrechnung
In vielen Märkten müssen sich die Netzbetreiber die Höhe ihrer IC-Gebühren von einer Regulierungsbehörde genehmigen lassen, beispielsweise in Deutschland von der Bundesnetzagentur. Die Entgelte werden im Sekundentakt unter den Telekommunikationsunternehmen abgerechnet und entsprechend in die Endkundenpreise kalkuliert.

## Internationale Anwendung
Auch bei Gesprächsübergang in ausländische Netze oder in die Mobilfunknetze fordern deren Betreiber Terminierungsentgelte. Die IC-Gebühren können je nach Flussrichtung asymmetrisch ausfallen, was die unterschiedlichen Tarife der Festnetz- und Mobilfunknetzbetreiber in fremde Mobilfunknetze erklärt. Gespräche ins eigene Netz und ins Festnetz werden hingegen häufig zu günstigeren Konditionen angeboten.

## Entgelte nach Ländern

### Deutschland
In Deutschland müssen die Telekommunikationsunternehmen die Höhe ihrer IC-Gebühren von der Bundesnetzagentur genehmigen lassen. Die Regelungen und Tarife werden regelmäßig überprüft und angepasst. Die Terminierungsentgelte für Gespräche in die deutschen Mobilfunknetze wurden seitens der Bundesnetzagentur von rund 7 ct/Min. (gültig bis Ende November 2010) auf knapp 3,4 ct/Min. gesenkt. Sie galten bis zum 30. November 2012.
Am 16. November 2012 gab die Bundesnetzagentur bekannt, dieses Entgelt ab Dezember 2012 auf 1,85 ct/min. senken zu wollen. Am 1. Dezember 2013 wurde das Mobilfunkterminierungsentgelt dann noch einmal auf 1,79 ct/min. gesenkt. Die Entgeltentscheidungen gelten bis zum 30. November 2014.
Nur zwei Wochen später, am 30. November 2012, legte die Bundesnetzagentur auch die Terminierungsentgelte für Zustellung von Anrufen im Festnetz der Deutschen Telekom fest: mit einer vorläufigen Festsetzung auf 0,36 ct/min. zur Hauptzeit und 0,25 ct/min. für die Übergabe einer Verbindung in der unmittelbaren Nähe des Angerufenen wurden diese Entgelte um etwa 20 % abgesenkt. Bei der Preisgestaltung für die Durchleitung von Anrufen ins Festnetz, die nicht in unmittelbarer Nähe zum Angerufenen übergeben werden, unterliegt die Deutsche Telekom keinen regulatorischen Beschränkungen. In der Praxis berechnet die Telekom ihren Wettbewerbern für die entfernte Übergabe von Verbindungen 0,43 bis 0,61 ct/min., was den für die Zuführung von Verbindungen festgesetzten Entgelten entspricht.
Erstmals müssen Wettbewerber der Deutschen Telekom für die Durchleitung in ihr Netz de facto weniger berechnen als für die umgekehrte bezogene Vorleistung. Anders als die Deutsche Telekom unterfallen sie unabhängig von dem Punkt der Übergabe der Regulierung. Im Ergebnis berechnet Telekom somit einem Netzbetreiber mit einem einzigen Übergabepunkt mehr Entgelte als umgekehrt dieser Netzbetreiber der Deutschen Telekom, was in der Branche kritisiert wurde.
Zum 3. September 2014 legte die Bundesnetzagentur die Entgelte für den 1. Dezember 2014 auf 1,72 Cent/min. fest. Eine weitere Senkung erfolgte am 1. Dezember 2015 auf 1,66 Cent/min, diese galten bis Ende November 2016.
Am 2. Dezember 2016 wurden die Entgelte rückwirkend per 1. Dezember 2016 gesenkt sowie weitere Entgeltsenkungen, die ab 1. Dezember 2017 bzw. 1. Dezember 2018 in Kraft treten, beschlossen. Die Terminierungsentgelte stellen sich wie folgt dar:
| Gültig ab  | Eurocent/Minute |
| ---------- | --------------- |
| 01.12.2016 | 1,10            |
| 01.12.2017 | 1,07            |
| 01.12.2018 | 0,95            |
| 01.01.2023 | 0,4             |
| 01.01.2024 | 0,2             |

### Österreich
In Österreich erfolgt die Regulierung der IC-Gebühren durch die Telekom-Control-Kommission (TKK). Die Entgelte werden entsprechend den regulatorischen Vorgaben festgelegt. Historisch wurden die Terminierungsentgelte ins Festnetz in Abhängigkeit vom Zielanschluss festgesetzt. So lag das Terminierungsentgelt bis Ende 1999 für Lokalgespräche bei 1,02 ct/Min., für Regionalgespräche bei 1,82 ct/Min. und für Gespräche der Kategorie National bei 2,40 ct/Min. Mit Beginn des Jahres 2000 wurden die Terminierungsentgelte für die Kategorien Regional und National leicht abgesenkt und zusätzlich eine Unterscheidung zwischen Peak (werktags zwischen 8 und 18 Uhr) und Off-Peak (werktags 18 bis 8 Uhr, Samstage, Sonn- und Feiertage) eingeführt, wobei die Off-Peak-Terminierungsentgelte weniger als die Hälfte der Peak-Terminierungsentgelte betrugen. Die Festnetz-Terminierungsentgelte wurden danach laufend gesenkt. Auffallend war, dass das Entgelt für National-Gespräche lange Zeit unverändert blieb und später nur leicht gesenkt wurde. Dies führte dazu, dass das Terminierungsentgelt National (Peak) zeitweise höher war, als jenes für Gespräche in Mobilfunknetze. So lag es Ende 2011 bei 2,16 ct/Min., während zu diesem Zeitpunkt das Mobilfunkterminierungsentgelt maximal 2,01 ct/Min. betrug. Seit 1. November 2013 wird nur mehr zwischen Peak und Off-Peak unterschieden. Das maximale Terminierungsentgelt beträgt 0,137 ct/Min. (Peak) bzw. 0,085 ct/Min. (Off-Peak).
Bis Ende 2008 wurden für die einzelnen Mobilfunknetze jeweils individuelle Terminierungsentgelte festgesetzt. Dabei wurden kleinere Anbieter durch höhere Terminierungsentgelte bevorzugt. Die Unterschiede waren teilweise sehr groß, beispielsweise waren im zweiten Halbjahr 2007 die Entgelte für Telefonate in das Netz von Hutchison Drei Austria mit 11,86 ct/Min. mehr als doppelt so hoch wie jene für Gespräche in das Netz der Mobilkom Austria mit 5,91 ct/Min. Seit 2009 sind die Terminierungsentgelte in sämtliche Mobilfunknetze symmetrisch – also gleich hoch. Beginnend mit 4,5 ct/Min. wurden sie anschließend in halbjährlichen Abständen jeweils um rund 0,5 ct/Min. gesenkt, so dass Anfang 2011 eine Rate von 2,51 ct/Min. erreicht wurde. Ab Juni 2011 betrug die Rate 2,01 ct/Min. Seit 1. November 2013 beträgt die Höchstrate 0,8049 ct/Min.

### Schweiz
In der Schweiz überwacht die Eidgenössische Kommunikationskommission (ComCom) die IC-Gebühren. Die Telekommunikationsunternehmen müssen ihre Tarife in Übereinstimmung mit den regulatorischen Anforderungen gestalten. Dazu werden die Mobilfunkterminierungsgebühren von der Swisscom mit den übrigen Marktteilnehmern frei verhandelt. Sind diese mit dem Verhandlungsergebnis nicht zufrieden, können sie Klage bei der Eidgenössischen Kommunikationskommission (ComCom) einreichen. Im Jahr 2010 betrugen die Terminierungsentgelte in die Mobilfunknetze von Sunrise Communications und Orange zunächst 17 Rappen pro Minute, in das Netz der Swisscom 14 Rappen pro Minute. In der Folge einigte man sich auf niedrigere Entgelte, die ab Oktober 2010 erhoben wurden: 10 Rappen pro Minute in die Netze von Sunrise und Orange, 8 Rappen pro Minute in das Netz der Swisscom. Zum 1. Januar 2011 erfolgte eine weitere Senkung auf 8,75 Rappen pro Minute in die Netze von Sunrise und Orange sowie 7 Rappen pro Minute in das Netz der Swisscom. Die Terminierungsentgelte sind doppelt bis dreimal so hoch wie z. B. in den Nachbarländern Österreich und Deutschland.